# Podleśne, Braniewski
Podleśne [pɔdˈlɛɕnɛ] (tiếng Đức: Vorderwalde)  là một ngôi làng ở quận hành chính của Gmina Braniewo, trong huyện Braniewski, Warmińsko-Mazurskie, ở miền bắc Ba Lan, gần biên giới với Kaliningrad của Nga. Nó nằm khoảng 8 kilômét (5 mi) về phía đông bắc của Braniewo và 79 km (49 mi) phía tây bắc của thủ đô khu vực Olsztyn.
Ngôi làng có dân số 283 người.